# Mercedes-Benz T2
Mercedes-Benz T2 — рамний мікроавтобус виробництва компанії Mercedes-Benz, який вироблявся з 1967 по 1996 роки.

## Перше покоління (BM309-313)

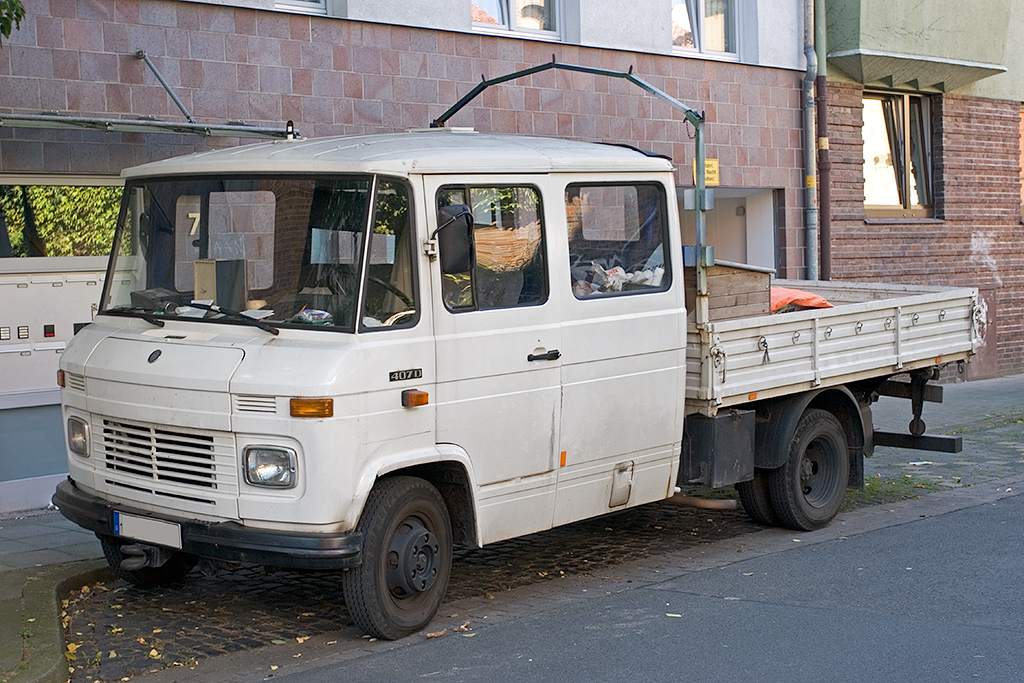
Mercedes-Benz L407D (1967–1981)

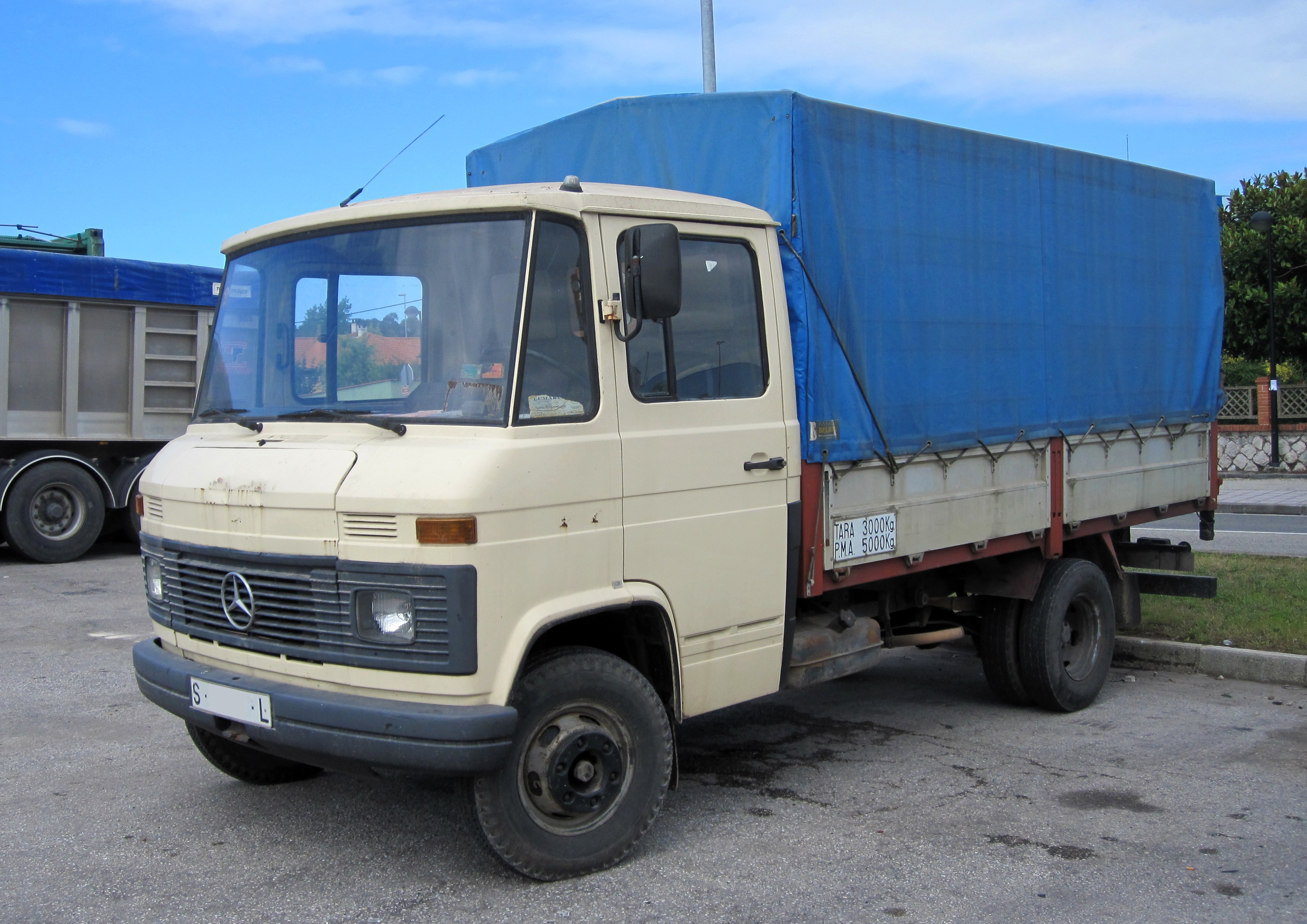
Mercedes-Benz (T2) (1981–1986)

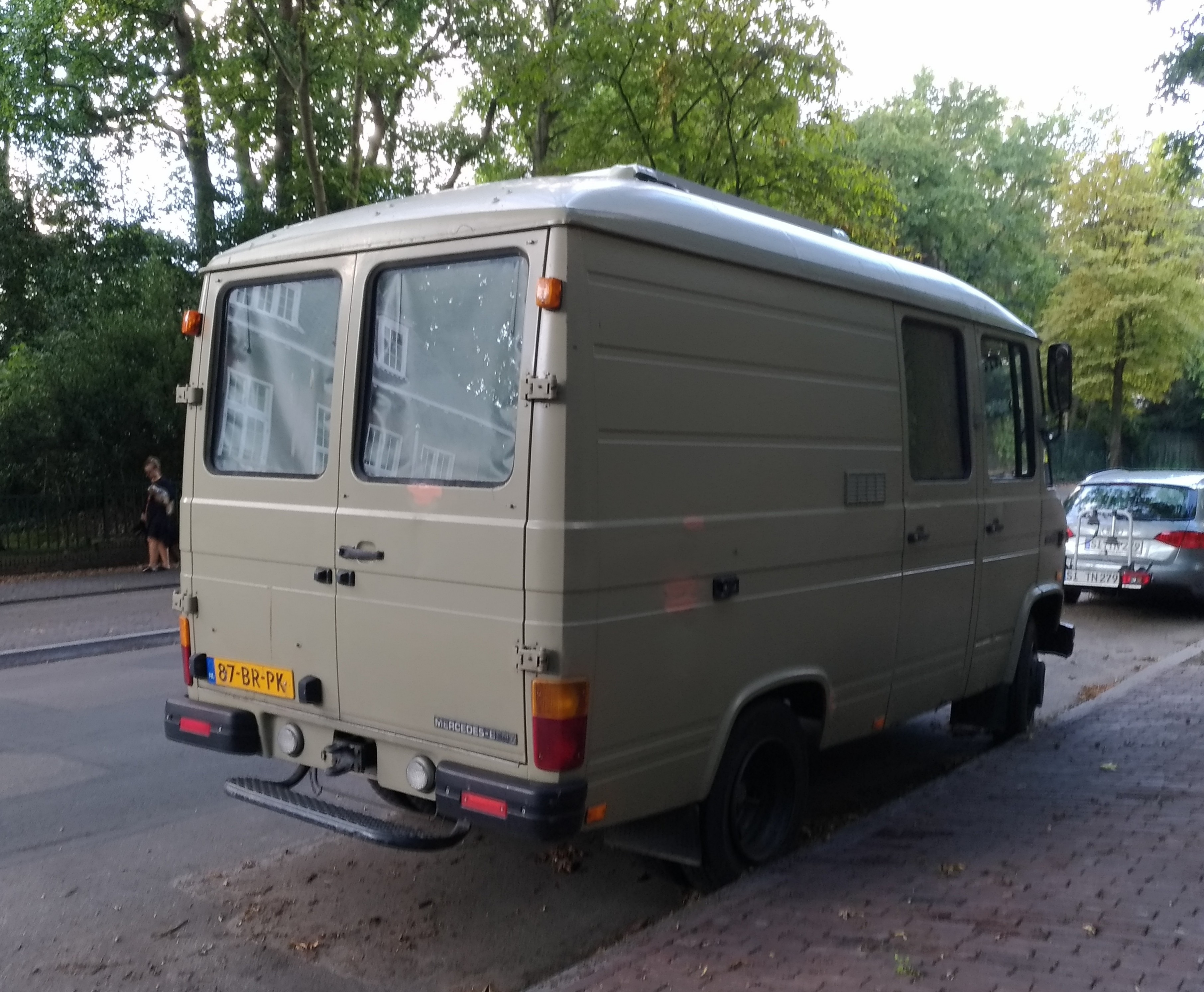
Mercedes-Benz L508

Серія вантажних фургонів і мікроавтобусів Mercedes-Benz Т2 з'явилася ще в 1967 році, як наступник серії великого транспортера L 319. Спочатку він був доступний як панельний фургон, бортовий фургон (також як подвійна кабіна; часто згадується як DoKa) і мікроавтобус і мав корисне навантаження від 1 до 2,6 тонн. Спочатку в асортименті було дві різні колісні бази: 2950 мм і 3500 мм. Скрізь використовувалася повністю синхронізована чотириступінчаста коробка передач. З боку шасі використовувалися довгі, порівняно м'які листові ресори з торсіонними стабілізаторами спереду та опціонально ззаду. Залежно від моделі протягом усього періоду будівництва було доступно до трьох різних передавальних чисел задньої осі.
З 1977 року кузов для панельних фургонів і універсалів/мікроавтобусів також доступний у більшій ширині, так званий «широкий рот». У тому ж році серія зазнала першого фейсліфтінгу, який можна було впізнати за більш сучасними задніми ліхтарями та посиленими гумою бамперами. Всередині нова панель приладів і кривошипні вікна замість звичайних розсувних вікон полегшили життя водієві. Трикутні вікна в дверях також були спроектовані як вентиляційні вікна. Також з'явилися нові важелі і ручки управління, а також кермо з протиковзким покриттям.
У 1981 році була проведена друга підтяжка обличчя; нова, чорна пластикова решітка радіатора і широкий пластиковий бампер. У той же час фабрика в Дюссельдорфі також оснастила великі фургони новою внутрішньою обшивкою. Крім того, тепер він зазвичай запускається за допомогою ключа запалювання. Досі для запуску двигуна зазвичай потрібно було вставити ключ запалювання у формі циліндричного металевого штифта. Це створило силовий контакт. До 1981 року габаритні вогні та ближнє світло також вмикалися в два етапи за допомогою L-ключа. Щоб запустити двигун із прямим уприскуванням, потрібно було натиснути кнопку запуску, доки двигун не запустився, оскільки варіант ключа був доступний лише як додаткова опція.
На початку 1970-х T2 також був доступний під торговою маркою Hanomag-Henschel протягом кількох років. Деякий час раніше Daimler-Benz купив підрозділ вантажівок Hanomag-Henschel. Зовнішній вигляд фар і решітки радіатора відрізнявся від аналогічного Mercedes-Benz, але в іншому автомобілі були ідентичними і виготовлялися разом з Mercedes-Benz T2 у Дюссельдорфі.
Всі варіанти Т2 були широко поширені; Вони використовувалися як фургони для доставки, легкі транспортні засоби для будівельних майданчиків, пожежні та поліцейські машини, машини швидкої допомоги, транспортні засоби доставки посилок для Федеральної пошти Німеччини (зазвичай з розсувними дверима з боку водія та пасажира) і для спеціальних застосувань, наприклад, для Бундесверу . Вони здобули популярність під прізвиськом «Berliner Wanne» як машини швидкої допомоги берлінської поліції, якими, серед іншого, користувалися її офіцери. призвели до демонстрацій і заворушень. Серія Т 2 також використовувалася як пожежна машина.
Виробництво панельних фургонів і бортових фургонів припинилося в Німеччині після приблизно 540 000 одиниць у 1986 році, але автобуси ще деякий час випускалися. На сучасній вуличній сцені ви часто все ще можете зустріти перше покоління як житловий автобус.
Різні виконання фургонів Т2 є найпопулярнішими на українському ринку, поряд зі схожими імпортними моделями цієї категорії (Iveco Daily).

### Двигуни
| Модель                          | Код двигуна Mercedes-Benz | Циліндри | Об'єм см³ | Потужність кВт (к.с.) при об/хв | Обертовий момент Нм при об/хв | Роки випуску               | Система живлення                |
| Дизельні                        | Дизельні                  | Дизельні | Дизельні  | Дизельні                        | Дизельні                      | Дизельні                   | Дизельні                        |
| ------------------------------- | ------------------------- | -------- | --------- | ------------------------------- | ----------------------------- | -------------------------- | ------------------------------- |
| L 406 D                         | OM 621 VIII               | Р4       | 1988      | 40 (55) 4350                    | 113 2400                      | 1967                       | рядний ПНВТ - трубка - форсунка |
| L 406 D O 309 D                 | OM 615/22                 | Р4       | 2197      | 44 (60) 4200                    | 126 2400                      | 1968–1974                  | рядний ПНВТ - трубка - форсунка |
| L 407 D O 309 D                 | OM 616                    | Р4       | 2404      | 48 (65) 4200                    | 137 2400                      | 1974–1982                  | рядний ПНВТ - трубка - форсунка |
| L 407 D O 309 D                 | OM 616                    | Р4       | 2399      | 53 (72) 4400                    | 137 2400                      | 1982–1986                  | рядний ПНВТ - трубка - форсунка |
| L 408 D L 508 D L 608 D O 309 D | OM 314                    | Р4       | 3784      | 63 (85) 2800 59 (80) 2800       | 235 1800 228 1800             | 1968–1986 (408D до ~ 1972) | рядний ПНВТ - трубка - форсунка |
| L 613 D O 309 D                 | OM 352                    | Р6       | 5675      | 96 (130) 2800                   | 363 2000                      | 1977–1986                  | рядний ПНВТ - трубка - форсунка |
| Бензинові                       |                           |          |           |                                 |                               |                            |                                 |
| L 408                           | M 121                     | Р4       | 1988      | 59 (80) 5000                    |                               | 1967                       | карбюратор                      |
| L 408 O 309 B                   | M 115/22                  | Р4       | 2197      | 63 (85) 5000                    |                               | 1968–1974                  | карбюратор                      |
| L 409 O 309 B                   | M 115/23                  | Р4       | 2307      | 66 (90) 4800                    | 160 2000                      | 1974–1982                  | карбюратор                      |
| L 410 O 309 B                   | M 102/23                  | Р4       | 2299      | 70 (95) 5200                    | 170 2500                      | 1982–1986                  | карбюратор                      |

## Друге покоління (BM667-670)

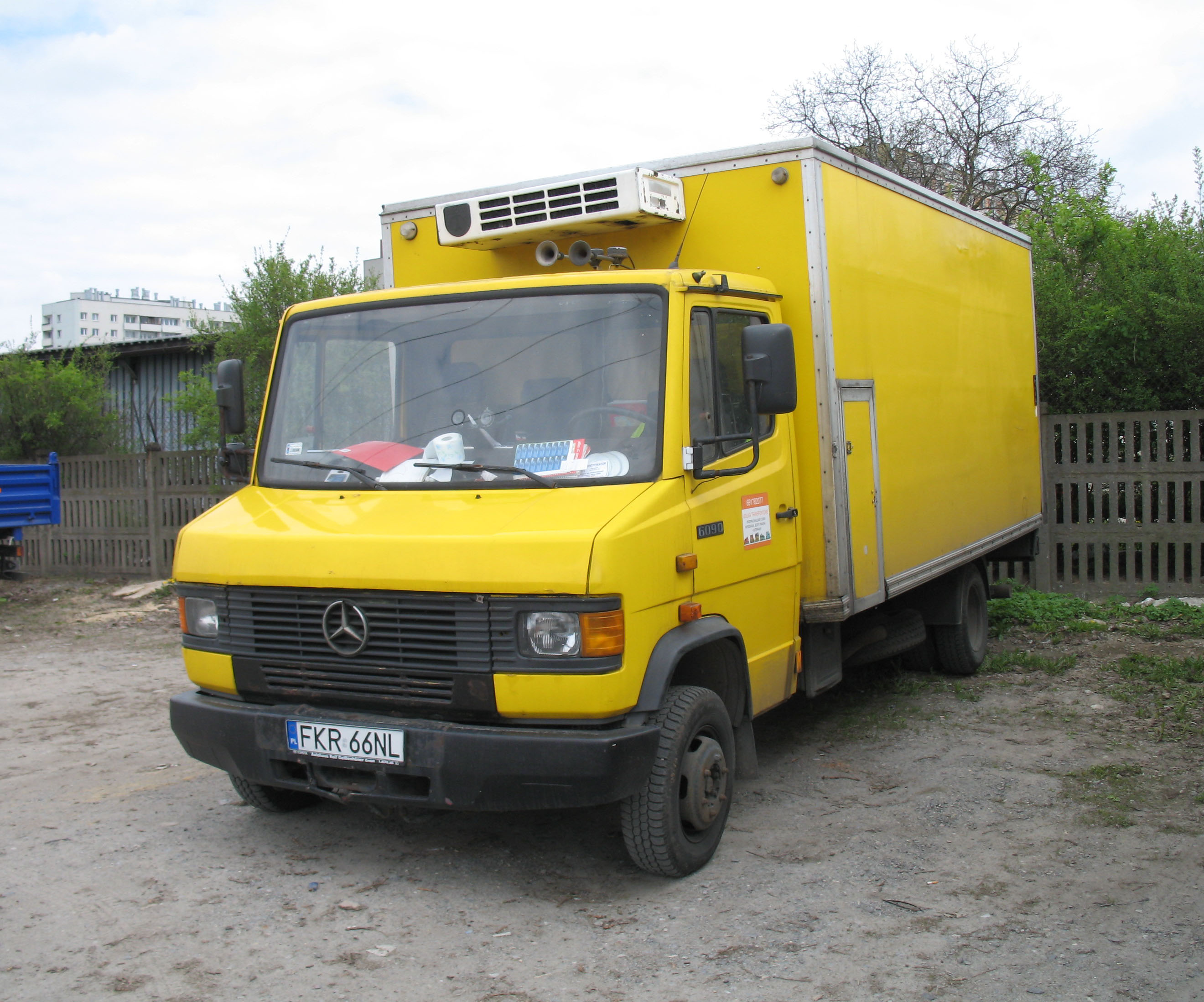
Mercedes-Benz 609D (1986—1996)

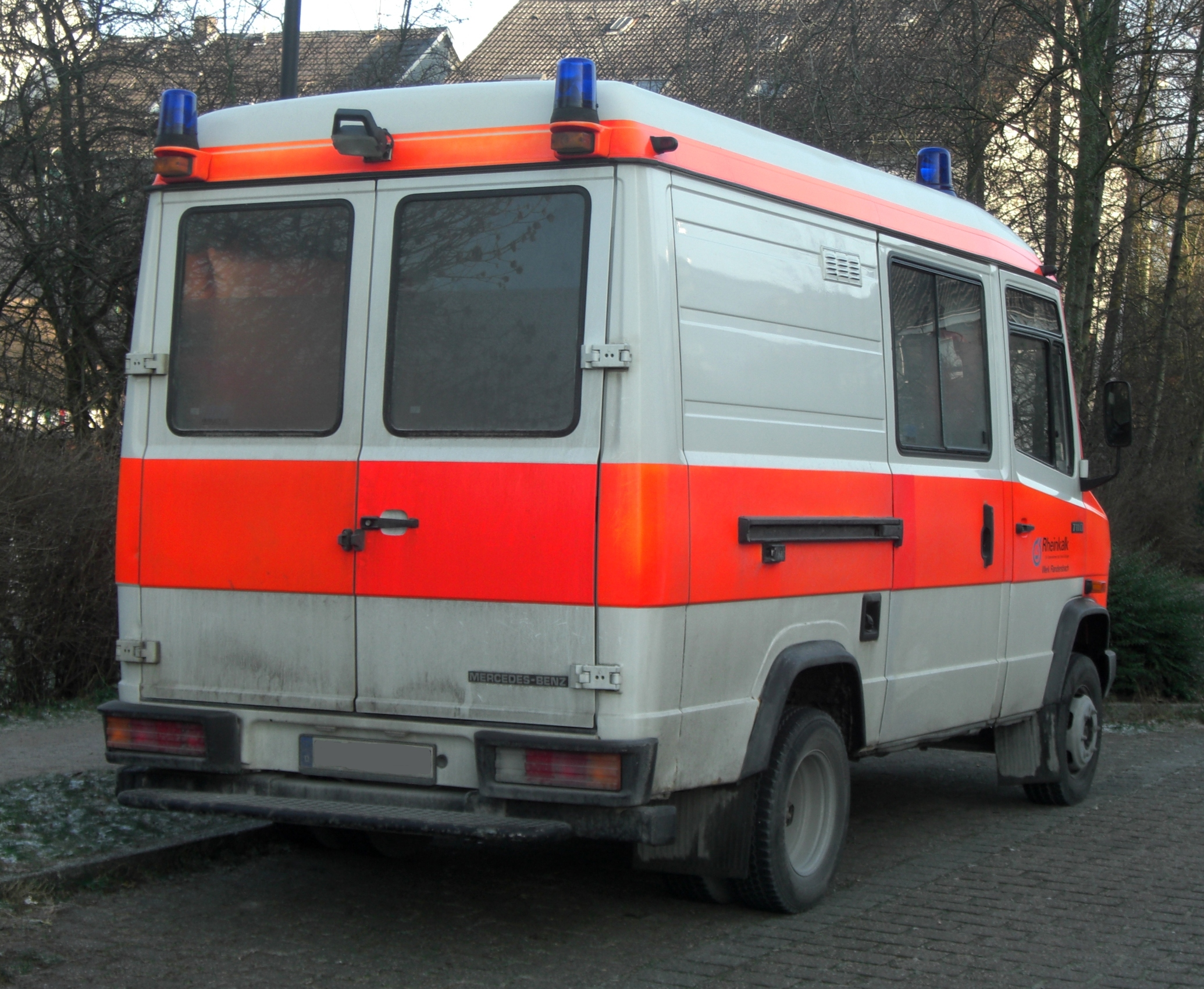
Mercedes-Benz 711D

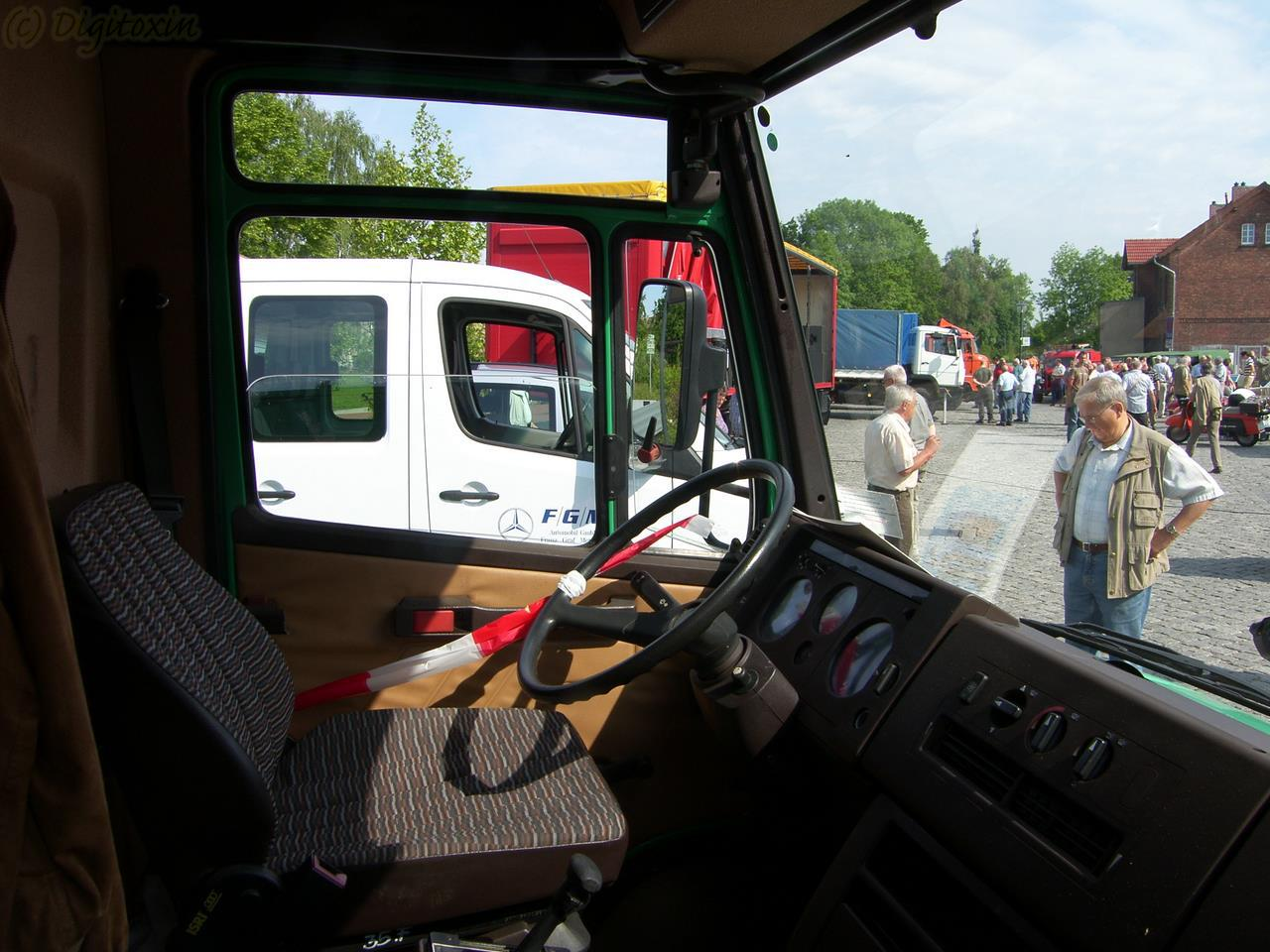
Салон

У 1986 році було розпочато виробництво нового сімейства «Т2», яке отримало назву «T2 Neu» (нова в перекладі). Зовні капотні фургони цієї серії виглядали як збільшені моделі серії «Т1». По конструкції вони також були практично ідентичні «малій» серії. Та ж залежна ресорна підвіска обох мостів і ті ж дискові гальма спереду (тоді ще рідкість в даному класі). На моделі «507D» встановлювали добре відомі форкамерні дизелі «ОМ616» об'ємом 2.4 літри, котрі в 1989 році змінив новий сучасний «ОМ601» об'ємом 2,3 літри, міцніше та економічніше, обидва варіанти працювали з 5-ступінчастою механічною коробкою передач типу «G1/18-5», існувала також бензинова версія «510» з карбюраторним двигуном «M102» об'ємом 2,3 літри, для якого була доступна ще й автоматична трансмісія типу «W 4 A 018». Моделі 6-ї, 7-ї та 8-ї серій комплектувалися різними модіфікаціями двигуна «ОМ364» в атмосферному варіанті, а також турбовані й з інтеркулером, коробками перемикання передач механічними 5-ти ступенчастими типів «G2/27-5», «G3/60-5», та 6-ти ступенчастими «G3/45-6», «G3/55-6», власними автоматичними трансмісіями типу «W 4 A 035» або виробництва «Allison AT 542». В стандартному оснащенні 5-ту серію комплектували колесами з посадочним розміром 14 дюймів, 6-ту та 7-му серію — 16 дюймів та 8-му — 17,5 дюймів. За замовленням автомобіль оснащували АБС. Виготовляли серію «T2» переважно на заводі в Дюсельдорфі (нім. Düsseldorf), але пізніше приєдналися нові потужності в Людвігсфельде (нім. Ludwigsfelde).
До країн колишнього СРСР мікроавтобуси і фургони «Mercedes-Benz Т2» стали приходити на початку 90-х років. Але якщо мікроавтобуси сімейства «Т1», що працюють на маршрутах наших міст — перероблені вантажні фургони, то серед машин «Т2» зустрічаються як подібні переробки, так і оригінальні машини. Останні відрізняються значною комфортабельністю в порівнянні з будь-якими іншими мікроавтобусами. У салоні «Mercedes-Benz Т2» зазвичай стоять зручні крісла з підголовниками, велика кількість поручнів, також пасажири можуть стояти в машині в повний зріст. Передні двері бувають автоматичні та з ручним відкриванням. У пізніших машин, випущених в середині 90-х років, скло вклеєне.

### Двигуни
| рядні 4-х циліндрові двигуни                   | рядні 4-х циліндрові двигуни | рядні 4-х циліндрові двигуни | рядні 4-х циліндрові двигуни | рядні 4-х циліндрові двигуни                  | рядні 4-х циліндрові двигуни  | рядні 4-х циліндрові двигуни | рядні 4-х циліндрові двигуни    |
| Торгове позначення (використовується в моделі) | Об'єм см3                    | Діаметр × хід поршня мм      | Код двигуна Mercedes-Benz    | Потужність кВт (к.с.) при об/хв норми викидів | Обертовий момент Нм при об/хв | Роки випуску                 | Система живлення                |
| бензинові                                      | бензинові                    | бензинові                    | бензинові                    | бензинові                                     | бензинові                     | бензинові                    | бензинові                       |
| ---------------------------------------------- | ---------------------------- | ---------------------------- | ---------------------------- | --------------------------------------------- | ----------------------------- | ---------------------------- | ------------------------------- |
| 510                                            | 2299                         | ø95,5 × 80,25                | M 102                        | 70 (95) 77(105) 5100                          | 185 2200-2700                 | 1986–1996                    | карбюратор                      |
| дизельні                                       |                              |                              |                              |                                               |                               |                              |                                 |
| 507D                                           | 2399                         | ø90,9 × 92,4                 | OM 616                       | 53 (72) 4400                                  | 137 2400                      | 1986–1989                    | рядний ПНВТ - трубка - форсунка |
| 508D                                           | 2299                         | ø89 × 92,4                   | OM 601 D23                   | 58 (79) 3800                                  | 157 2000-2800                 | 1989–1996                    | рядний ПНВТ - трубка - форсунка |
| 609D, 709D, 809D                               | 3972                         | ø97,5 × 133                  | OM 364                       | 66 (90) 2800                                  | 266 1400-2200                 | 1986–1992                    | рядний ПНВТ - трубка - форсунка |
| 609D, 709D, 809D                               | 3972                         | ø97,5 × 133                  | OM 364                       | 63 (86) 2800 Євро-1                           | 254 1400-2200                 | 1992–1996                    | рядний ПНВТ - трубка - форсунка |
| 711D, 811D                                     | 3972                         | ø97,5 × 133                  | OM 364 A (турбо)             | 85 (115) 2600                                 | 378 1400-1500                 | 1986–1992                    | рядний ПНВТ - трубка - форсунка |
| 711D, 811D                                     | 3972                         | ø97,5 × 133                  | OM 364 A (турбо)             | 77 (105) 2600 Євро-1                          | 358 1400-1500                 | 1992–1996                    | рядний ПНВТ - трубка - форсунка |
| 611D, 711D, 811D                               | 3972                         | ø97,5 × 133                  | OM 364 LA (турбо інтеркулер) | 77 (105) 2600 Євро-2                          | 345 1200-1500                 | 1994–1996                    | рядний ПНВТ - трубка - форсунка |
| 814D, 814DA (4x4)                              | 3972                         | ø97,5 × 133                  | OM 364 LA (турбо інтеркулер) | 100 (136) 2600                                | 408 1400-1600                 | 1987–1992                    | рядний ПНВТ - трубка - форсунка |
| 814D, 814DA (4x4)                              | 3972                         | ø97,5 × 133                  | OM 364 LA (турбо інтеркулер) | 100 (136) 2600 Євро-1                         | 428 1300-1800                 | 1992–1994                    | рядний ПНВТ - трубка - форсунка |
| 614D, 714D, 814D 814DA (4x4)                   | 3972                         | ø97,5 × 133                  | OM 364 LA (турбо інтеркулер) | 103 (140) 2600 Євро-2                         | 500 1200-1500                 | 1994–1996                    | рядний ПНВТ - трубка - форсунка |

## Третє покоління— Vario

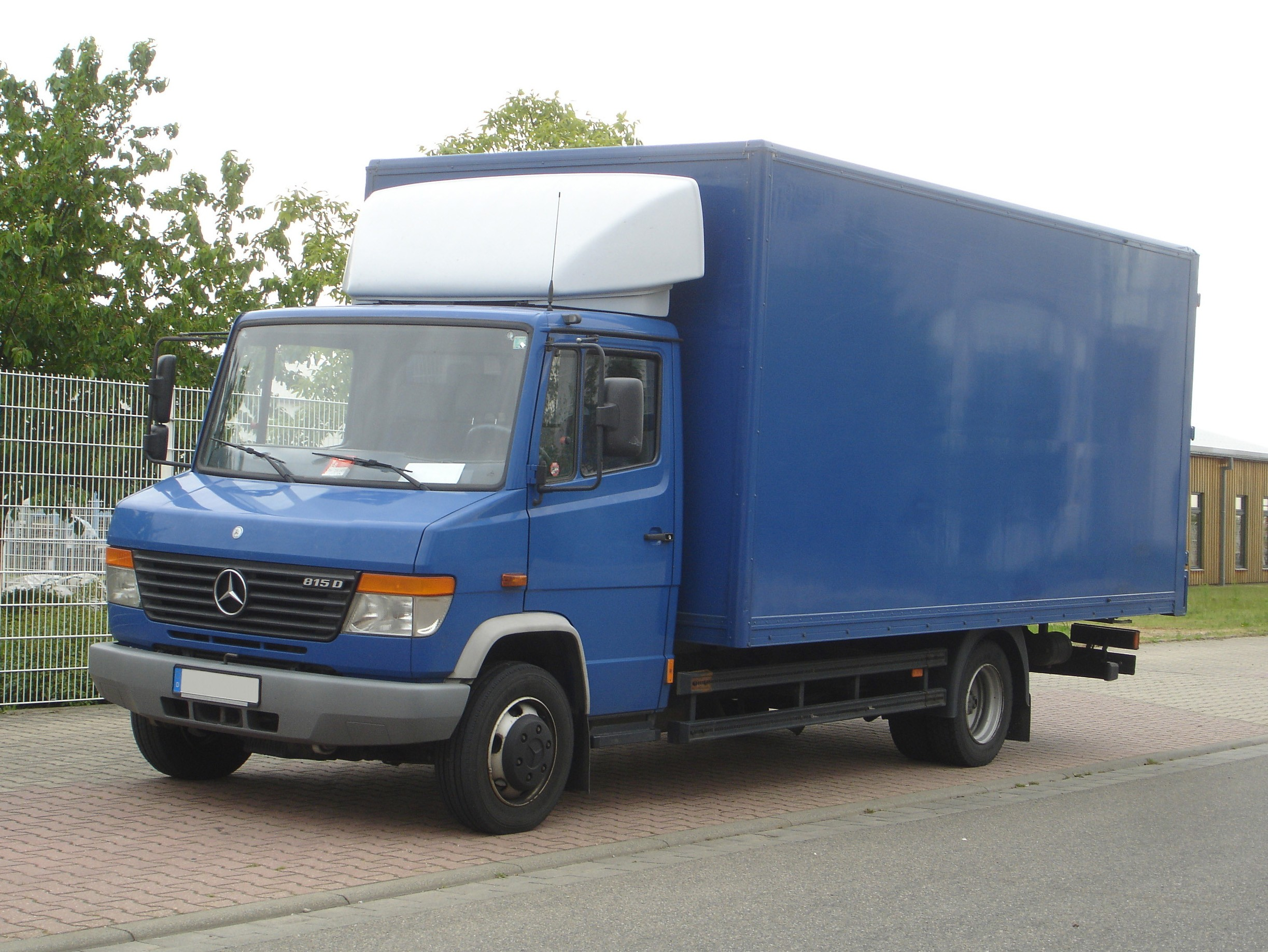
Mercedes-Benz Vario 815D

З 1996 року на заводі Людвігсфельд було зібрано нове покоління моделі під назвою «Vario». Візуальні відмінності між Vario і його попередниками досить малі, зокрема, нові фари і ґрати радіатора та новий інтер'єр.